# Celâl Şengör
Ali Mehmet Celâl Şengör (Istambul, 24 de março de 1955) é um geólogo turco. É atualmente professor do Departamento de Engenharia Geológica da Universidade Técnica de Istambul.
Foi laureado com a Medalha Bigsby em 1999 pela Sociedade Geológica de Londres e com a Medalha Gustav Steinmann em 2010 pela Sociedade Geológica Alemã.

## Fósseis identificados com seu nome
- Sengoerina argandi ALTINER, 1999: Altıner, D., 1999, Sengoerina argandi, n. gen., n. sp., and its position in the evolution of Late Permian biseriamminid foraminifers: Micropaleontology, v. 45, pp. 215–22.[3]
- Dicapnuchosphaera sengori TEKİN, 1999: Tekin, U. K., 1999, Biostratigraphy and Systematics of Late Middle to Late Triassic Radiolarians from the Taurus Mountains and Ankara Region, Turkey: Geologisch-Paläontologische Mitteilungen Innsbruck, Sonderband 5, pp. 296 (see p. 75 and plate 5, figs. 3-6).[4]
- Sengoerichthys ottoman JANVIER, CLÉMENT and CLOUTIER, 2007: Janvier, P., Clément, G. and Cloutier, R., 2007, A primitive megalichthyid fish (Sarcopterygii, Tetrapodomorpha) from the Upper Devonian of Turkey and its biogeographical implications: Geodiversitas, v. 29, pp. 249–268.[5]

## Publicações

### Livros
- 1982 (with A. Miyashiro and K. Aki) Orogeny: J. Wiley & Sons, Chichester, 242 pp.[6]
- 1984 The Cimmeride Orogenic System and the Tectonics of Eurasia: Geoloical Society of America Special Paper 195, xi+82 pp.[7]
- 1989 (Editor). Tectonic Evolution of the Tethyan Region: Kluwer Academic Publishers, Dordrecht.[8]
- 1990 (Co-editor with J.F. Dewey, Ian G. Gass, G.B. Curry, and N.B.W. Harris) Allochthonous Terranes: Phil. Trans. Roy. Soc. London, v. 331, pp. 455–647.[9]
- 1992 Plate Tectonics and Orogeny - A Tethyan Perspective: Fu Dan University Press, Shanghai, 4 +2 + 182 pp. (in Chinese; this book is a combined translation of items 88 and 97 in the Papers section plus a preface added on 6 July 1991)[10]
- 1998 (with N. Görür, A. Okay, N. Özgül, O. Tüysüz, M. Sakınç, R. Akkök, E., Yiğitbaş, T. Genç, S. Örçen, T. Ercan, B. Akyürek, F. Şaroğlu) Türkiye'nin Triyas-Miyosen Paleocoğrafya Atlası, editör: Naci Görür (Triassic to Miocene Palaeogeographic Atlas of Turkey, Naci Görür, editor): İstanbul Teknik Üniversitesi, Maden Fakültesi, Jeoloji Mühendisliği Bölümü, Genel Jeoloji Anabilim Dalı TÜBİTAK—Global Tektonik Araştırma Ünitesi ve Maden Tetkik ve Arama Genel Müdürlüğü, Jeoloji Etütleri Dairesi, Ankara, [IV]+41pp.+30 pp. of maps and sections, oblong elephant folio.[11]
- 2001 Is the Present the Key to the Past or the Past the Key to the Present? James Hutton and Adam Smith versus Abraham Gottlob Werner and Karl Marx in Interpreting History: Geological Society of America Special Paper 355, x+51 pp.[12]
- 2001 (with X. Le Pichon and E. Demirbağ) Marine Atlas of the Sea of Marmara (Turkey) IFREMER, Paris, 13 pp. of Explanatory text, 11 foldout maps.[13]
- 2003 The Large Wavelength Deformations of the Lithosphere: Materials for a history of the evolution of thought from the earliest times to plate tectonics: Geological Society of America Memoir 196, xvii+347 pp.+ 3 folded plates in pocket[14]
- 2004 Yaşamın Evrimi Fikrinin Darwin Dönemi Sonuna Kadarki Tarihi (History of the Idea of the Evolution of Life to the End of Darwin’s Period): İTÜ Yayınevi, İstanbul, 187 pp.[15]
- 2005 Une Autre Histoire de la Tectonique: Leçons Inaugurales du Collège de France, Fayard, Paris, 79 pp.[16]
- 2006 99 Sayfada İstanbul Depremi (The İstanbul Earthquake in 99 Pages): İş Bankası Kültür Yayınları, İstanbul, 99 pp.[17]
- 2009 (with S. Atayman) The Permian Extinction and the Tethys: An Exercise in Global Geology: Geological Society of America Special Paper 448, x+96 pp.[18]
- 2009 Globale Geologie und ihr Einfluss auf das Denken von Eduard Suess Der Katastrophismus Uniformitarianismus-Streit: Scripta Geo-Historica, v. 2, 181 pp.[19]
- 2009 (with B. A. Natal’in) Rifti Mira (uchebno-spavochnoye posobie): Geokart, Moskva, 187 pp. (Russian translation of item 166 below plus a preface)